# Jelena Grubišić
Pour les articles homonymes, voir Grubišić.
Jelena Grubišić, née le 20 janvier 1987 à Zagreb, est une handballeuse internationale croate. 

## Palmarès
compétitions internationales
- vainqueur de la Ligue des champions en 2016 (avec CSM Bucarest)

compétitions nationales
- vainqueur du Championnat de Croatie en 2004
- vainqueur de la Coupe de Croatie en 2005, 2007
- vainqueur du Championnat de Slovénie en 2010, 2011, 2012, 2013 et 2014
- vainqueur de la coupe de Slovénie en 2010, 2011, 2012, 2013 et 2014
- vainqueur de la coupe de Hongrie en 2015
- vainqueur du Championnat de Roumanie en 2016, 2017, 2018, 2021
- vainqueur de la coupe de Roumanie en 2016, 2017, 2018, 2019, 2022
- vainqueur de la Supercoupe de Roumanie (ro) en 2016, 2017, 2019

### En équipe nationale
Jeux olympiques
- 7e place aux Jeux olympiques de 2012 à Londres,  Royaume-Uni

championnat du monde
- 11e place au Championnat du monde 2005
- 9e place au Championnat du monde 2007

championnat d'Europe
- 7e place au Championnat d'Europe 2006
- 6e place au Championnat d'Europe 2008
- 9e place au Championnat d'Europe 2010

### Distinctions individuelles
- Élue handballeuse croate de l'année en 2016